# Cena BAFTA za nejlepší kameru
Filmová cena Britské akademie (angl. British Academy Film Award za nejlepší kameru je filmová cena udělovaná každý rok Britskou akademií filmového a televizního umění.

## Vítězové

### Šedesátá léta
| Rok  | Kameraman        | Černobílý film               | Kameraman           | Barevný film                 |
| ---- | ---------------- | ---------------------------- | ------------------- | ---------------------------- |
| 1963 | Douglas Slocombe | Sluha                        | Ted Moore           | Srdečné pozdravy z Ruska     |
| 1964 | Oswald Morris    | The Pumpkin Eater            | Geoffrey Unsworth   | Becket                       |
| 1965 | Oswald Morris    | Pahorek                      | Otto Heller         | Agent Palmer: Případ Ipcress |
| 1966 | Oswald Morris    | Špión, který přišel z chladu | Christopher Challis | Arabeska                     |
| 1967 | Gerry Turpin     | The Whisperers               | Ted Moore           | Člověk pro každé počasí      |
| 1968 |                  |                              | Geoffrey Unsworth   | 2001: Vesmírná odysea        |
| 1969 |                  |                              | Gerry Turpin        | Jaká to rozkošná válka!      |

### Sedmdesátá léta
| Rok  | Kameraman            | Barevný film                 |
| ---- | -------------------- | ---------------------------- |
| 1970 | Conrad L. Hall       | Butch Cassidy a Sundance Kid |
| 1971 | Pasqualino De Santis | Smrt v Benátkách             |
| 1972 | Geoffrey Unsworth    | Kabaret                      |
| 1973 | Anthony B. Richmond  | Teď se nedívej               |
| 1974 | Douglas Slocombe     | Velký Gatsby                 |
| 1975 | John Alcott          | Barry Lyndon                 |
| 1976 | Russel Boyd          | Piknik na Hanging Rock       |
| 1977 | Geoffrey Unsworth    | Příliš vzdálený most         |
| 1978 | Douglas Slocombe     | Julia                        |
| 1979 | Vilmos Zsigmond      | Lovec jelenů                 |

### Osmdesátá léta
| Rok  | Kameraman                            | Barevný film        |
| ---- | ------------------------------------ | ------------------- |
| 1980 | Giuseppe Rotunno                     | All That Jazz       |
| 1981 | Geoffrey Unsworth a Chislain Cloquet | Tess                |
| 1982 | Jordan Cronenweth                    | Blade Runner        |
| 1983 | Sven Nykvist                         | Fanny a Alexandr    |
| 1984 | Chris Menges                         | Vražedná pole       |
| 1985 | Miroslav Ondříček                    | Amadeus             |
| 1986 | David Watkin                         | Vzpomínky na Afriku |
| 1987 | Bruno Nuytten                        | Jean od Floretty    |
| 1988 | Allen Daviau                         | Říše slunce         |
| 1989 | Peter Biziou                         | Hoříčí Mississippi  |

### Devadesátá léta
| Rok  | Kameraman        | Barevný film       |
| ---- | ---------------- | ------------------ |
| 1990 | Vittorio Storaro | Pod ochranou nebes |
| 1991 | Pierre Lhomme    | Cyrano z Bergeracu |
| 1992 | Dante Spinotti   | Poslední Mohykán   |
| 1993 | Janusz Kamiński  | Schindlerův seznam |
| 1994 | John Toll        | Legenda o vášni    |
| 1995 | John Toll        | Statečné srdce     |
| 1996 | John Seale       | Anglický pacient   |
| 1997 | Eduardo Serra    | Křídla vášně       |
| 1998 | Remi Adefarasin  | Královna Alžběta   |
| 1999 | Conrad Hall      | Americká krása     |

### První desetiletí 21. století
| Rok  | Kameraman                 | Barevný film              |
| ---- | ------------------------- | ------------------------- |
| 2000 | John Mathieson            | Gladiátor                 |
| 2001 | Roger Deakins             | Muž, který nebyl          |
| 2002 | Conrad Hall               | Road to Perdition         |
| 2003 | Andrew Lesnie             | Pán prstenů: Návrat krále |
| 2004 | Dion Beebe a Paul Cameron | Collateral                |
| 2005 | Dion Beebe                | Gejša                     |
| 2006 | Emmanuel Lubezki          | Potomci lidí              |
| 2007 | Roger Deakins             | Tahle země není pro starý |
| 2008 | Anthony Dod Mantle        | Milionář z chatrče        |
| 2009 | Barry Ackryod             | Smrt čeká všude           |

### Druhé desetiletí 21. století
| Rok  | Kameraman           | Barevný film            |
| ---- | ------------------- | ----------------------- |
| 2010 | Roger Deakins       | Opravdová kuráž         |
| 2011 | Guillaume Schiffman | Umělec                  |
| 2012 | Claudio Miranda     | Pí a jeho život         |
| 2013 | Emmanuel Lubezki    | Gravitace               |
| 2014 | Emmanuel Lubezki    | Birdman                 |
| 2015 | Emmanuel Lubezki    | Revenant Zmrtvýchvstání |
| 2016 | Linus Sandgren      | La La Land              |
| 2017 | Roger Deakins       | Blade Runner 2049       |
| 2018 | Alfonso Cuarón      | Roma                    |
| 2019 | Roger Deakins       | 1917                    |

### Třetí desetiletí 21. století
| Rok  | Kameraman             | Barevný film           |
| ---- | --------------------- | ---------------------- |
| 2020 | Joshua James Richards | Země nomádů            |
| 2021 | Greig Fraser          | Duna                   |
| 2022 | James Friend          | Na západní frontě klid |
| 2023 | Hoyte van Hoytema     | Oppenheimer            |
| 2024 | Lol Crawley           | Brutalista             |